# John Kane
John Kane, född den 19 augusti 1860 i West Calder i Skottland, död den 10 augusti 1934 i Pittsburgh, Pennsylvania, var en skotsk-amerikansk målare och gruvarbetare, främst känd för skickligt utförd naivistisk konst.

## Biografi
Kane var son till en dödgrävare och faderlös när han var 10 år. Han slutade tidigt sin skolgång för att börja arbeta i skiffergruvorna. Efter att hans mor gift om sig emigrerade han till USA vid 19 års ålder och arbetade i Braddock, Pennsylvania, strax söder om Pittsburgh.
Efter att en tid ha arbetat med järnvägsbygge och inom stålindustrin flyttade han i mitten av 1880-talet för att arbeta i kolgruvor i Alabama, Tennessee och Kentucky. Han återvände emellertid snart till västra Pennsylvania för andra gruvarbeten och för att komma närmare sin familj.
År 1891 drabbades han av en olycka då han gick längs en järnväg och blev påkörd av ett lok, varvid han skadade vänstra benet och fick använda protes. Detta medförde att han fick börja arbeta som nattvakt.

### Karriär som målare
Efter åtta år lämnade Kane detta arbete och började måla järnvägsvagnar på Pressed Steel Car Company. Han började skissa på bilder på vagnarnas sidor under lunchrasten. Efter lunch försvann sedan hans skisser under vagnarnas standardfärg. En kort tid försökte han också att tjäna pengar på att färglägga förstorade fotografier åt arbetarfamiljerna.
År 1910 började han, efter en olycklig tid med tragedier i familjen, att måla bilder på kasserade fiberskivor på byggarbetsplatser. Först 1925 och 1926 lämnade han in verk till Carnegie Museum of Art, vilka först avvisades, men nästa år övertalade jurymedlemmen Andrew Dasburg att acceptera Kanes Scen i de skotska högländerna. Nyheten om den självlärde målarens framgång spreds i tidningarna.
När det upptäcktes att han hade målat över kasserade fotografiska bilder, enbart av ekonomiska skäl, förföljdes han av tidningar och misslyckade artister, vilka hävdade att han var en bluff. Kane fortsatte ändå att måla sina primitiva landskap och självporträtt, bland annat hans berömda Självporträtt (1929) i samlingarna hos MoMA, New York. Han hade sin första separatutställning i New York 1931.
Idag är Kane ihågkommen för sina landskapsmålningar av industrierna i Pittsburgh varav många innehas av stora museer. John Kane dog av tuberkulos och är begravd på Pittsburghs romersk-katolska kyrkogård .
Kane är representerad vid bland annat Museum of Modern Art, Carnegie Museum of Art, Whitney Museum of American Art, och Metropolitan Museum of Art och Smithsonian American Art Museum